# غي موكيه (مترو باريس)
غي موكيه (بالفرنسية: Guy Môquet)‏ هي محطة مترو تابعة لمترو باريس تقع في فرنسا في الدائرة السابعة عشرة في باريس.[بحاجة لمصدر]